# 陆透水库
陆透水库是中国广西壮族自治区玉林市陆川县大桥镇境内的一座水库，位于九洲江支流雅松河上，建于1964年。水库正常库容为670万立方米，集雨面积为12平方千米，海拔为117.8米。